# František Mojto
František Mojto (10. října 1885 Pruské – 11. ledna 1971 Nitra) byl slovenský a československý politik, meziválečný poslanec Národního shromáždění za Hlinkovu slovenskou ľudovou stranu a starosta Nitry.

## Biografie
Vychodil národní školu v rodné obci, pak gymnázium v Trnavě a Nitře. Studoval na vysoké škole teologii v Budapešti, ale školu ukončil po druhém ročníku. Působil potom jako pedagog. Posledních padesát let svého života prožil v Nitře. Od počátku 20. let se podílel na vzniku prvních slovenských učebnic. Od roku 1935 byl ředitelem školy v Zoboru v Nitře. Setrval v této funkci po deset let, až do konce své pedagogické dráhy. Podle údajů k roku 1930 byl učitelem v Nitře.
V parlamentních volbách v roce 1929 získal za Hlinkovu slovenskou ľudovou stranu poslanecké křeslo v Národním shromáždění. V rámci strany patřil k umírněnějšími křídlu, které odmítalo využít Pribinovské oslavy v Nitře roku 1933 k politické manifestaci slovenského autonomismu, jak se potom stalo, a chtěli je pojmout apoliticky a nábožensky.
Od roku 1932 byl rovněž starostou Nitry. S krátkou přestávkou tuto funkci zastával až do roku 1945. Za jeho éry pokračovala regulace řeky Nitry, proběhla výstavba školy, elektrifikace, rozvoj kanalizační sítě, zavedení městského rozhlasu atd. 31. srpna 1941 byl vládním komisařem jmenovaný do funkce velitele civilní protiletecké obrany (CPO) v Nitře. V této funkci setrval až do konce války.